# El beso de Marsella
El beso de Marsella es el título dado a una fotografía que muestra el intercambio de un beso entre dos jóvenes mujeres el 23 de octubre de 2012 en Marsella, en el margen de una manifestación organizada por la Alliance VITA contra el matrimonio civil de homosexuales en Francia. La escena, fotografiada por Gérard Julien para la Agence France-Presse y filmada con un teléfono móvil por una amiga de las dos jóvenes, fue vivamente comentado, ampliamente publicado y muy reenviado por todo el mundo, convirtiéndose para diversos medios de comunicación especializados o generalistas en uno de los símbolos mayores, a veces calificado de icónico, de la apertura del matrimonio civil a las parejas del mismo sexo en Francia y de la crítica hacia la oposición a ese tipo de matrimonio.

## Contexto

### Contexto nacional
François Hollande, nombrado presidente de la República francesa el 15 de mayo de 2012, presentó en la promesa electoral número 31 su deseo de abrir el matrimonio y la adopción a las parejas del mismo sexo. A principios de octubre, el primer ministro, Jean-Marc Ayrault, anunció el examen del proyecto de ley presentado por la ministra de justicia Christiane Taubira en el Consejo de Ministros para el fin del mes. Fue en este momento cuando los opositores al proyecto comenzaron a aparecer, entre ellos Christine Boutin, que había fundado en 1993 el movimiento Alliance pour les droits de la vie (Alianza por los derechos de la vida), denominado más tarde Alliance VITA. Fue este movimiento el que organizó el 23 de octubre de 2012 las primeras manifestaciones de oposición al proyecto en las grandes ciudades de Francia.

### Acontecimiento fotografiado

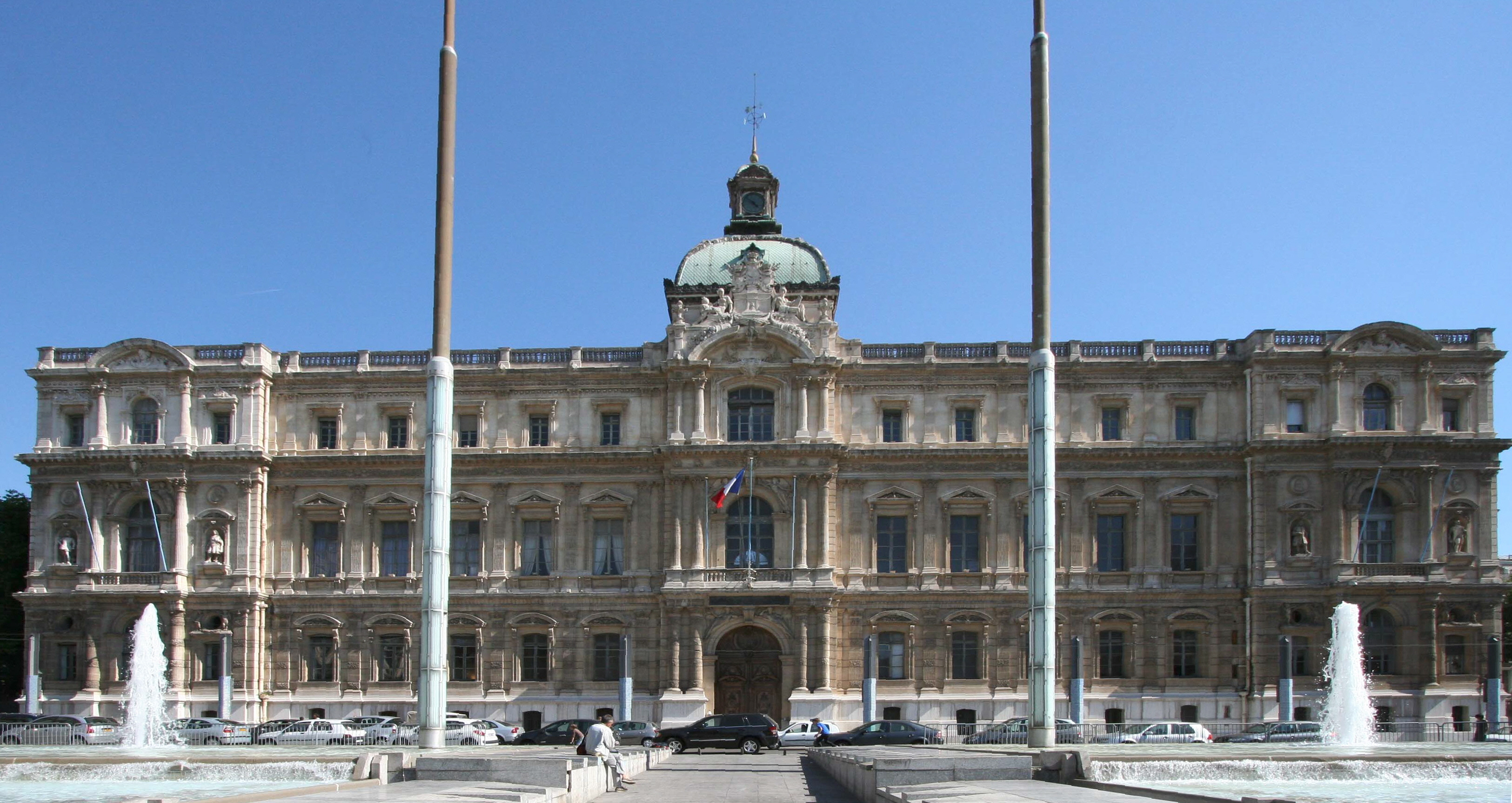
La manifestación se realizaba en frente del Dirección de la prefectura de Bocas del Ródano.

El martes 23 de octubre de 2012, durante una de esas manifestaciones en contra del matrimonio homosexual en Marsella, Julia Pistolesi y Auriane Wirtz-Susini, dos estudiantes, amigas desde hace tiempo, en ese momento de 17 y 19 años respectivamente, pasaban delante de la sede de la prefectura de Bocas del Ródano, cerca de los manifestantes que preparan la puesta en escena con un paso separando a hombres de mujeres. Heterosexuales y presentándose como militantes, las dos jóvenes mujeres se dirigen a ese paso e intercambian un fogoso beso que dura algunos segundos, buscando «suavizar» por este medio el discurso de los manifestantes que consideran demasiado extremistas, a la vez que querían «molestarles» y «joderles». Su beso sorprendió a todo el mundo y posteriormente las dos jóvenes se retiran tras interpelar a los manifestantes. La reacción inicial de los manifestantes fue de silencio, según Julia, algunos las insultaron, mientras que otros se limitan a sonreír frente al descaro de las dos mujeres.
El responsable del servicio fotográfico de la agencia France Presse para la región Provenza-Alpes-Costa Azul, Gérard Julien, fotografió el beso, realizando nueve tomas, impactado por «el contraste entre dos culturas y dos generaciones». El fotógrafo no duda de que una de las imágenes dará de que hablar, estimando que será «una simple foto insólita que iría a ilustrar un aspecto anecdótico de las manifestaciones de ese día». Por su parte, las dos jóvenes mujeres afirman haber hecho el gesto de forma absolutamente improvisada y «todo de broma».

## Descripción y análisis de la fotografía
En la fotografía, las dos jóvenes mujeres, vestidas de colores más bien oscuros y bolsos en bandolera, se besan en la boca. En segundo plano, los manifestantes hostiles al proyecto de ley, vestidos de blanco y rosa, están de pie o sentados, y algunos muestran su indignación con la boca abierta y la mirada vuelta hacia las jóvenes. Otras fotos, publicadas más tarde, muestran ángulos y actitudes diferentes.
Gérard Julien, el fotógrafo, estima que la imagen simboliza la oposición entre «el mundo de ayer» y «el mundo de hoy». Califica además la foto como «imagen positiva». Romain Pigenel, responsable de la página de Internet de la campaña electoral de François Hollande en 2012, confirmó este punto de vista indicando las diferencias de edad y de vestimenta entre las «heroínas» y los manifestantes, pero propone también ver «la oposición entre emoción y razón»: los opositores al proyecto de ley, con sus eslóganes y sus pancartas, llevan un mensaje argumentativo, mientras que las jóvenes mujeres encarnan la instantaneidad del deseo, mucho más fotogénico. Las jóvenes reintroducen igualmente la dimensión subversiva del combate LGBT en un momento en el que los militantes «anti» retoman los métodos del happening, restableciendo «minoría y mayoría en sus posiciones iniciales». Además, Romain Pigenel observa el carácter consensual de la imagen que conviene tanto a los homosexuales, que se ven reconfortados en su reivindicación, como a los heterosexuales, ya que las dos jóvenes mujeres conservan los atributos tradicionalmente relacionados al canon heterosexual (cabellos largos, feminidad).
David Groison, redactor jefe de Phosphore, y Pierangelique Schouler, iconógrafo de prensa, autores de una obra de análisis de las fotos de actualidad, señalan igualmente los múltiples contrastes visibles en la foto. Primero, las jóvenes son naturales (ropa informal, lata de bebida en la mano,…), mientras que los manifestantes, «disfrazados», parecen más artificiales. Además, la foto propone una inversión del valor de los colores, que aporta «un efecto de sorpresa suplementaria», ya que habitualmente, el blanco y el rosa son colores positivos, mientras que los tonos oscuros se relacionan con el duelo. Igualmente el juego de miradas pone de relieve a las dos mujeres, ya que, si bien ellas cierran los ojos, las miradas de los manifestantes «convergen en ellas». Groison y Schouler insisten también sobre la composición de la foto, que aísla a la pareja en medio de un ambiente hostil que las rodea completamente. Concluyen que ese beso es «el grano de sal que desvela la puesta en escena» que los manifestantes habían concebido para hacerla más atractiva, que los hace «perder un partido mediático».

## Mediatización e impacto
Una de las fotos tomadas por Gérard Julien fue publicada en la cuenta de Twitter de la agencia de noticias AFP. Paul Parant, jefe de la redacción de información de la revista Têtu, la publicó a su vez en su cuenta y más tarde en la revista. Inmediatamente, fue compartida varios miles de veces, inicialmente en Twitter, más tarde en Facebook, antes de lanzarse internacionalmente y antes de dar que hablar en los medios de comunicación. La foto se convirtió en ese momento en un símbolo del debate sobre la igualdad de derechos en Francia o de la lucha ciudadana contra la discriminación, eclipsando la importancia de las manifestaciones organizadas ese día. Las dos protagonistas inicialmente se asustaron por la fuerza del impacto mediático, pero pronto se sintieron arropadas por varios cientos de mensajes apoyándolas: posteriormente aceptaron apadrinar la marcha del orgullo de Marsella en 2014, aunque continuaron sin participar en las marchas a favor del proyecto de ley.
Varios días después de la difusión de la fotografía en Internet, el beso de las dos jóvenes mujeres de Marsella fue imitado por diversas parejas del mismo sexo al margen de una manifestación de Alliance VITA en la Plaza Real de Nantes. El movimiento internacional «All Out» ha reutilizado la fotografía en varias ocasiones para sus peticiones, al igual que diversos medios de comunicación para ilustrar sus artículos, a imitación del Huffington Post y sus diaporamas. A mediados de 2013, la foto fue expuesta en el Musée des civilisations de l'Europe et de la Méditerranée, recientemente abierto en Marsella. A finales de 2014, la foto fue retomada –especialmente por el colectivo All Out– para organizar una contramanifestación a las de La manif pour tous prevista para el 5 de octubre de 2014. En esa ocasión, las dos mujeres se sorprendieron de la duración del éxito de la imagen: «Creíamos que la moda iba a durar dos días. Y ahora, ya hace dos años.»

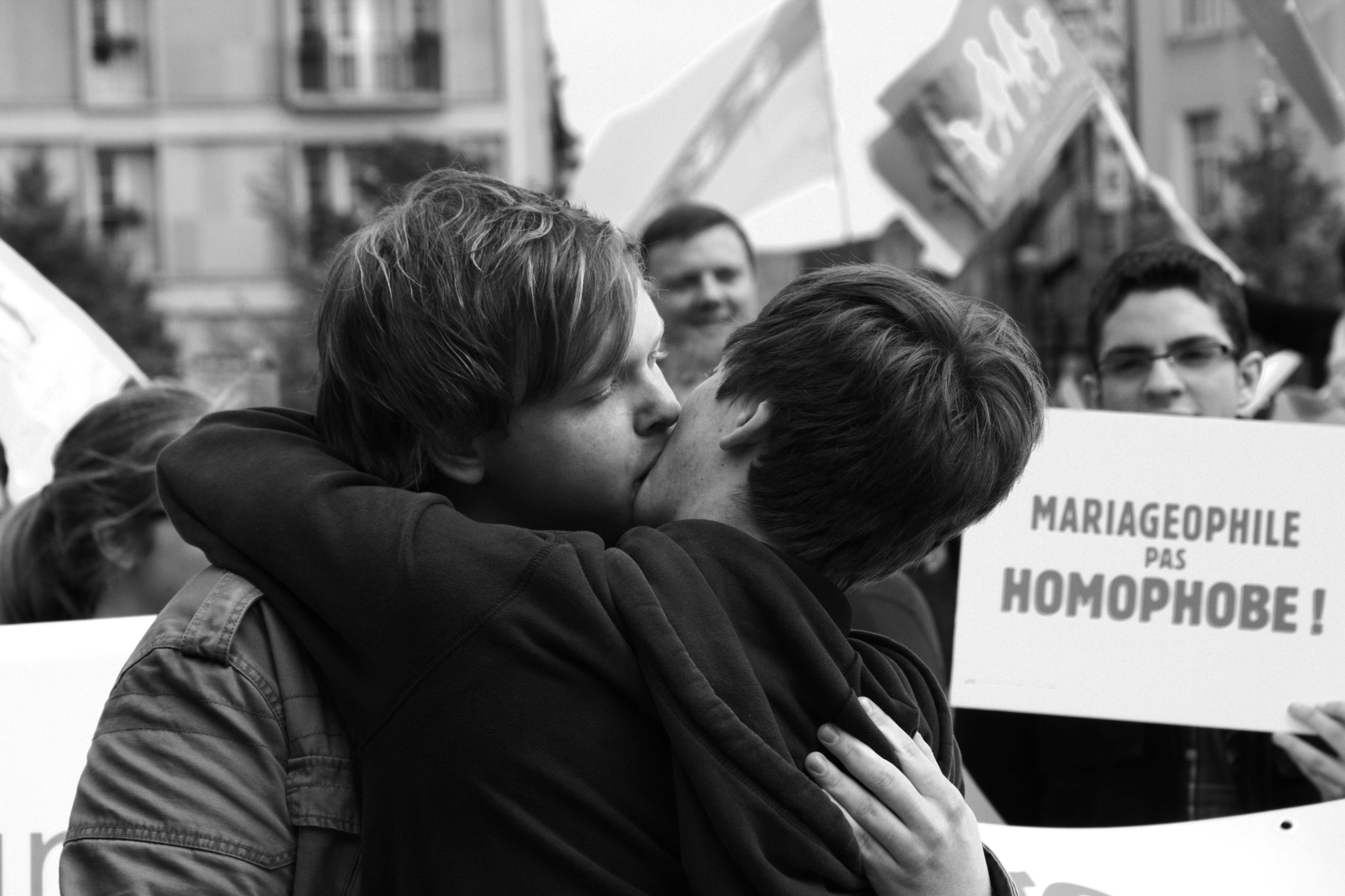
Un beso similar al Beso de Marsella fotografiado en el borde La manif pour tous de Estrasburgo el 4 de mayo de 2013, pero en este caso se trata de dos hombres que se besan.

La fotografía también fue protagonista de un documental de Valérie Mitteaux, cuya rápida financiación a través de la plataforma en línea Ulule permitió iniciar la producción sólo seis meses después de que se tomase la foto. El documental toma la foto como punto de inicio y aborda los temas de la homosexualidad y la homofobia en Marsella en el contexto de la adopción del proyecto de ley que abría el matrimonio a las parejas del mismo sexo. Una revista de prensa retomando 16 artículos de medios de comunicación datando de varios meses después de los acontecimientos fue realizada para la ocasión. El estreno del documental fue anunciado para el 16 de mayo de 2014 en Marsella, fecha de la jornada internacional contra la homofobia, y su lanzamiento para el 16 de octubre de 2014. Durante el rodaje del documental, Marie-Arlette Carlotti, en ese momento ministra encargada de la lucha contra la exclusión, recibió a la realizadora y a las dos mujeres inmortalizadas por la fotografía, y declaró que su beso, aunque siendo «un pequeño gesto», ha hecho «más que algunos combates» ya que «ha dado la vuelta al mundo».
Comparada con otras imágenes de besos célebres, como las del Baiser de l'hôtel de ville de Robert Doisneau, el beso fraternal entre Honecker y Brézhnev o el beso de reconciliación serbocroata, el «beso de Marsella» también se ha hecho famoso. Varias páginas indican la importancia de la imagen: la página belga 7sur7 estimaba desde octubre que es «una de las imágenes del año» 2012, la plataforma virtual PolicyMic ha integrado la foto en una lista de los más grandes momentos LGBT del año 2013, y la página Topito la ha seleccionado entre las 10 más hermosas fotos de besos.

## Reacción de los opositores al proyecto de ley
Preguntada por Sud Radio, Christine Boutin, fundadora de Alliance VITA, declaró que la fotografía «ha escandalizado a muchos franceses».
En el documental de Valérie Mitteaux, Christine Dubrule, una simpatizante de Alliance VITA que se ve en segundo plano en la fotografía, cree que la imagen ha sido utilizada para «descalificar a personas como [ella]» tratándolos de homófobos, pero considera que «la mayoría de la gente se ha dado cuenta de que no era esa la cuestión en absoluto.» En el mismo documental, Alfred de Crépy, delegado de Alliance VITA que también se encontraba en el lugar, confiesa que inicialmente consideró el gesto «simpático» antes de entender «que [ellas] querían pasar un mensaje que está en desfase» con el de los manifestantes. También considera que es injusto considerar a los manifestantes como homófobos ya que su objetivo era «simplemente el derecho de los niños».